# Евър Афтър Хай
„Евър Афтър Хай“ (на английски: Ever After High) е американски анимационен уеб сериал, който е базиран на едноименната поредица играчки от „Мател“. Първите няколко късометражни епизода са пуснати на 30 май 2013 г. Някои от късометражните епизода в YouTube за комбинирани в по-дълги епизоди, които са достъпни за гледане в Netflix, докато новите епизоди са рекламизирани като „Netflix Originals“. Също така, поредицата включва книги и филми.
В България сериалът се излъчва многократно по Super7 с нахсинхронен дублаж.
| Роля                        | Изпълнител                       |
| --------------------------- | -------------------------------- |
| Разказвач Джайлс Грим       | Ненчо Балабанов                  |
| Разказвачка                 | Симона Нанова                    |
| Бруки Пейдж                 | Върбина Ангелова                 |
| Епъл Уайт                   | Августина-Калина Петкова         |
| Рейвън Куин                 | София-Хени Джамджиева(Сезон 1-2) |
| Рейвън Куин                 | Вилма Карталска (сезон 3)        |
| Холи О'Хеър                 | Ралица Стоянова                  |
| Брайър Бюти                 | Лина Шишкова                     |
| Серийз Хууд Мелъди Пайпър   | Весела Бонева                    |
| Кити Чешир Дукеса Суон      | Ася Братанова                    |
| Дарлинг Джинджър            | Йоанна Драгнева                  |
| Маделин Хатър               | Надя Полякова                    |
| Лизи Хартс                  | Татяна Етимова                   |
| Чеширската котка            | Даниела Горанова                 |
| Розабела Бюти               | Елена Грозданова                 |
| Бъни Бланк                  | Елена Грозданова                 |
| Алистър Уондърленд          | Кирил Бояджиев                   |
| Даринг Чаровни              | Георги Николов                   |
| Блонди Локс                 | Сандра Петрова                   |
| Сидър Ууд                   | Мариета Петрова                  |
| Декстър Хопър               | Анислав Лазаров                  |
| Хънтър Ловеца               | Светломир Радев                  |
| Ашлин Ела                   | Надежда Панайотова               |
| Си Ей Кюпид                 | Мина Костова                     |
| Фейбел Торн                 | Десислава Чардаклиева            |
| Спароу Худ                  | Камен Асенов                     |
| Кортли Джестър              | Лорина Камбурова                 |
| Червена кралица Попи Хъмфри | Живка Донева                     |
| Хъмфри                      | Росен Русев                      |
| Чейз Редфорд                | Христо Бонин                     |
| Белият рицар                | Стефан Стефанов                  |
| Лудия Шапкар                | Цветан Ватев                     |
| Милтън Грим                 | Христо Сарафов                   |
| Джак Хорнър                 | Станислав Пищалов                |
| Злата Кралица               | Петя Абаджиева                   |
| Попи О' Хеър                | Петя Абаджиева                   |
| Трол Книга Малчо            | Недко Гигов                      |